# Mapi Quintana
María del Pilar Quintana Bellón, conocida como Mapi Quintana, (Lena, 1980) es una cantante y música española, considerada un referente de la música jazz en Asturias.

## Trayectoria
Nació en el concejo asturiano de Lena. En 2004, se licenció en canto jazz por el Conservatorio de Ámsterdam y dos años más tarde obtuvo el máster en el mismo centro de estudios. También se formó en piano clásico en el Conservatorio del Nalón. En 2006, comenzó a impartir cursos y talleres como profesora de jazz y técnica vocal en países como Holanda, Guatemala o Portugal además de en España. En 2009, se convirtió en Profesora Master Certificada del programa para desarrollar habilidades vocales, Estill Voice Training.
Ha colaborado con otras formaciones musicales y artistas vinculados al jazz, el folclore y la improvisación como Blima, Aire, Eladio Díaz Folk Ensemble, Michael Lee Wolfe y Jacobo de Miguel, entre otros. Durante su estancia en Holanda, colaboró con los grupos Bernie’s Lounge y The Konrad Koselleck.  En 2009 lanzó su primer disco en solitario, El Sonar de les Semeyes. En 2015, junto con Elías García Sánchez, lanzó el disco Severina, en el que arreglaron canciones tradicionales del concejo de Lena que habían sido previamente recuperadas por el investigador Xosé Ambás.
En 2016 fundó el grupo vocal de jazz Femme Fetén junto con ocho voces femeninas, entre las que se incluyen Sonia Cartón, Alba Rodríguez y Susana Sor, todas ellas alumnas suyas del curso que impartía en el poblado de Santa Bárbara de Gijón. En 2018, junto con Federico Lechner creó una versión de West Side Story. También colideró el grupo Tro ZucoLento y fundó el grupo musical La Maramoniz, nombre que nace de la aldea asturiana Maramoniz, en la que vivía su abuela.
Se convirtió en miembro del Colectivo Asturiano de Jazz, del que fue presidenta. En 2014, fue miembro del jurado del Certamen Musical de la Universidad de Oviedo. En 2022, actuó en el Festival Intercéltico de Lorient.

## Reconocimientos
En 2009, Quintana obtuvo con su álbum El sonar de les semeyes el Premio de la Crítica RPA al mejor disco del año. En 2013, fue reconocida por su trayectoria musical con el premio Güestia concedido por el Ayuntamiento de Lena y la banda de gaitas Güestia. Ese mismo año, su disco Severina, que grabó junto al pianista Elías García, fue nominado al premio AMAS al mejor álbum folk. En 2020 fue finalista del Premio Camareta al Mejor cantar por su canción Cantar pa durmir un ninín, que terminó ganando Rodrigo Cuevas por la habanera Rambalín, creada en honor al transformista Rambal y en la que Quintana también participa al contrabajo.